# 吉川町 (豊橋市)
吉川町（よしかわちょう）は、愛知県豊橋市の地名。

## 地理
豊橋市北西部に位置する。東は菰口町・野田町、西は馬見塚町、南は小向町・新栄町、北は三ツ相町に接する。

### 通学区域
|      | 小学校               | 中学校               | 高等学校 |
| ---- | -------------------- | -------------------- | -------- |
| 全域 | 豊橋市立吉田方小学校 | 豊橋市立吉田方中学校 | 三河学区 |

## 歴史

### 人口の変遷
国勢調査による人口および世帯数の推移。
| 1995年（平成7年）  | 483世帯 1397人 |  |
| 2000年（平成12年） | 536世帯 1456人 |  |
| 2005年（平成17年） | 571世帯 1524人 |  |
| 2010年（平成22年） | 657世帯 1675人 |  |
| 2015年（平成27年） | 643世帯 1648人 |  |

### 沿革
- 正保2年 - 馬見塚村より吉川村が分村[2]。ただし、資料によっては吉田方村の一部分としているという[2]。
- 1878年（明治11年） - 吉川村は豊田村に吸収される[2]。
- 1932年（昭和7年） - 牟呂吉田村東豊田の一部により、豊橋市吉川町が成立[2]。
- 1952年（昭和27年） - 一部が馬見塚町に編入され、また同時に三ツ相町および馬見塚町の各一部を編入する[2]。

## 施設
- 吉田方保育園[1]
- 豊橋市立吉田方小学校[1]
- 豊橋市立吉田方中学校[1]
- 浄土宗香福寺[1]
- 神明社[1]

### WEB
1. ↑  “愛知県豊橋市の町丁・字一覧”.   人口統計ラボ. 2023年4月13日閲覧。
2. ↑  総務省統計局 (2017年1月27日). “平成27年国勢調査の調査結果(e-Stat) - 男女別人口及び世帯数 －町丁・字等” (CSV). 2021年7月21日閲覧。
3. ↑  “愛知県豊橋市の郵便番号一覧”.   日本郵便. 2023年4月13日閲覧。
4. ↑  “市外局番の一覧” (PDF).   総務省 (2022年3月1日). 2022年3月22日閲覧。
5. 1 2  豊橋市教育部学校教育課 (2025年4月1日). “校区早見表（R7.4.1現在）” (PDF).   豊橋市. 2025年7月14日閲覧。
6. ↑  総務省統計局 (2014年3月28日). “平成7年国勢調査の調査結果(e-Stat) - 男女別人口及び世帯数 －町丁・字等” (CSV). 2021年7月20日閲覧。
7. ↑  総務省統計局 (2014年5月30日). “平成12年国勢調査の調査結果(e-Stat) - 男女別人口及び世帯数 －町丁・字等” (CSV). 2021年7月20日閲覧。
8. ↑  総務省統計局 (2014年6月27日). “平成17年国勢調査の調査結果(e-Stat) - 男女別人口及び世帯数 －町丁・字等” (CSV). 2021年7月21日閲覧。
9. ↑  総務省統計局 (2012年1月20日). “平成22年国勢調査の調査結果(e-Stat) - 男女別人口及び世帯数 －町丁・字等” (CSV). 2021年7月21日閲覧。
10. ↑  総務省統計局 (2017年1月27日). “平成27年国勢調査の調査結果(e-Stat) - 男女別人口及び世帯数 －町丁・字等” (CSV). 2021年7月21日閲覧。

### 書籍
1. 1 2 3 4 5 6 7  「角川日本地名大辞典」編纂委員会 1989, p. 1798.
2. 1 2 3 4 5  「角川日本地名大辞典」編纂委員会 1989, p. 1395.